# Oligomantis
Oligomantis es un género de mantis de la subfamilia Acromantinae, familia  Hymenopodidae. Tiene tres especies:
- Oligomantis hyalina
- Oligomantis mentaweiana
- Oligomantis orientalis